# Sean Patrick Flanery

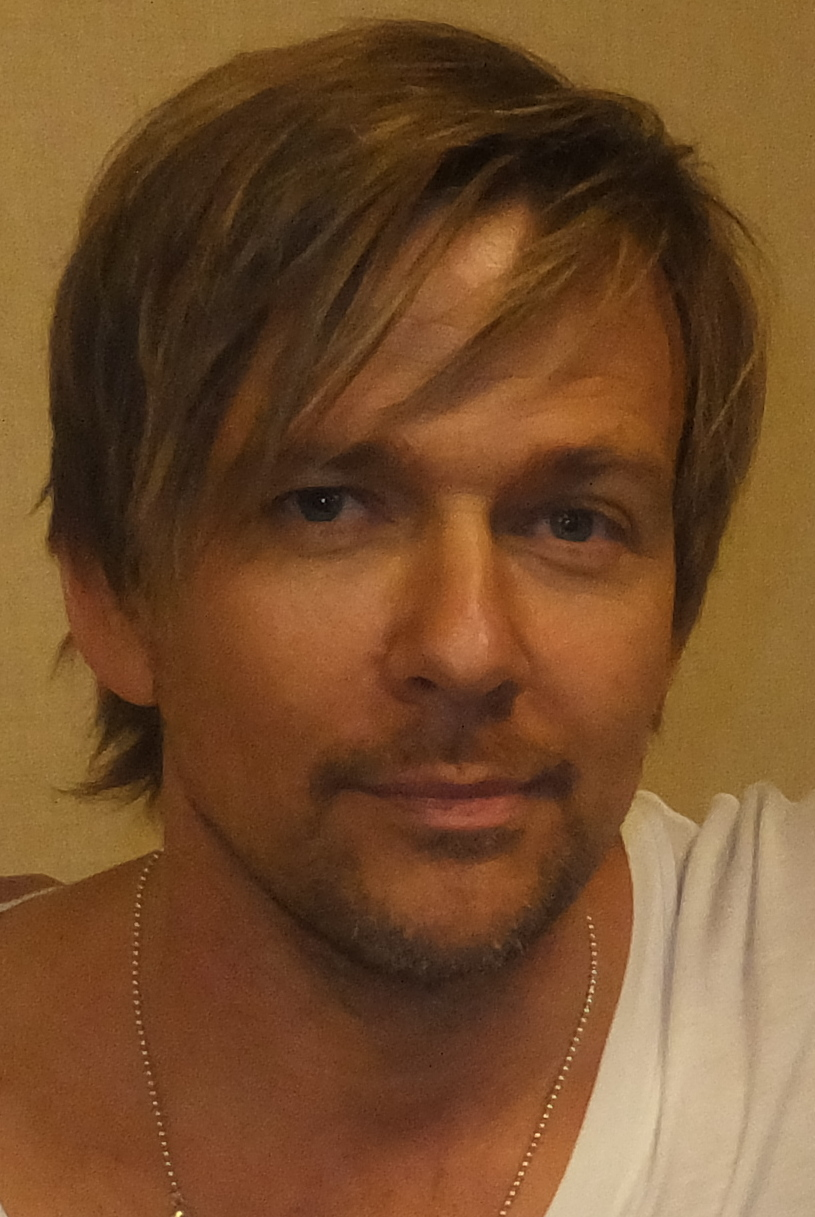
Sean Patrick Flanery (2014)

Sean Patrick Flanery (* 11. Oktober 1965 in Lake Charles, Louisiana) ist ein US-amerikanischer Schauspieler.

## Leben
Flanery wuchs in Houston, Texas auf. Nach dem Abschluss an der Awty International School besuchte er die University of St. Thomas in Houston. Um seine Karriere als Schauspieler zu verfolgen, ging Flanery nach Los Angeles. Seit 1988 spielte Sean Patrick Flanery in über 100 Film- und Fernsehproduktionen mit, darunter viele B-Filme.
In Deutschland bekannt geworden ist er in der Fernsehserie Die Abenteuer des jungen Indiana Jones in der Rolle des jungen Indiana Jones. Die Serie lief in den Jahren 1992 bis 1993. Seitdem hat er in vielen Filmproduktionen die Hauptrolle gespielt, allerdings handelte es sich bei diesen zumeist um B-Filme. Hierbei brachte ihm insbesondere die Hauptrolle in dem Film Der blutige Pfad Gottes (1999) größere Bekanntheit ein, der sich auf dem Videomarkt zu einem Kultfilm entwickelte.

## Filmografie (Auswahl)

### Filme
- 1994: Guinervere
- 1995: Indiana Jones und der Diamant im Pfauenauge (The Adventures of Young Indiana Jones: Treasure of the Peacock's Eye, Fernsehfilm)
- 1995: Powder
- 1995: Raging Angels
- 1995: Die Grasharfe (The Grass Harp)
- 1996: Pale Saints
- 1996: Just Your Luck
- 1997: Bloody Wedding – Die Braut muss warten (Best Men)
- 1997: Eden
- 1997: The Method
- 1997: Suicide Kings
- 1998: Zack and Reda
- 1998: Cool Girl (Girl)
- 1999: Der blutige Pfad Gottes (The Boondock Saints)
- 1999: Body Shots
- 1999: Einfach unwiderstehlich (Simply Irresistible)
- 2000: Run The Wild Fields
- 2001: Acceptable Risk
- 2002: D-Tox – Im Auge der Angst (D-Tox)
- 2002: Con Express
- 2002: Borderline – Unter Mordverdacht (Borderline)
- 2003: A Promise Kept (The Gunman)
- 2004: 30 Days Until I’m Famous – In 30 Tagen berühmt (30 Days Until I’m Famous, Fernsehfilm)
- 2005: Into The Fire
- 2005: Demon Hunter
- 2006: Die Vögel – Attack From Above (Kaw)
- 2007: Ten Inch Hero
- 2007: First Fear
- 2008: Christal River
- 2008: Live and Die
- 2008: Sunshine Superman
- 2009: Der blutige Pfad Gottes 2 (The Boondock Saints II: All Saints Day)
- 2009: Deadly Impact
- 2010: Saw 3D – Vollendung (Saw 3D)
- 2010: Sinner and Saints
- 2010: Monster Worms – Angriff der Monsterwürmer (Mongolian Death Worm)
- 2011: A Crush on You
- 2011: In/Sight
- 2013: Phantom
- 2013: Space Soldiers
- 2016: Beyond Valkyrie: Dawn of the 4th Reich
- 2017: Lasso – Erbarmungslose Jagd (Lasso)
- 2019: Acceleration – Gegen die Zeit (Acceleration)
- 2020: Lady Driver – Mit voller Fahrt ins Leben (Lady Driver)
- 2021: Born a Champion (auch Drehbuch)
- 2021: Anschlag auf Station 33 (Assault on VA-33)
- 2023: Demoniac – Macht der Finsternis (Nefarious)
- 2025: Killing Mary Sue

### Fernsehserien
- 1992–1993: Die Abenteuer des jungen Indiana Jones (The Young Indiana Jones Chronicles)
- 2001: Stargate – Kommando SG-1 (Stargate SG-1, Episode 5x03 – „Das Opfer“)
- 2001: Ein Hauch von Himmel (Touched By An Angel, Episode 8x06 – „Famous last Words“)
- 2002–2007: Dead Zone (19 Episoden)
- 2003: Twilight Zone (The Twilight Zone, 1 Episode)
- 2002: Charmed – Zauberhafte Hexen (Charmed, 1 Episode)
- 2006: Masters of Horror (Episode 2x01 – „The Damned Thing“)
- 2006: CSI: Den Tätern auf der Spur (CSI: Crime Scene Investigation, Episode 7x05 – „Kreuzigung“)
- 2007: Numbers – Die Logik des Verbrechens (Numb3rs, 1 Episode)
- 2009: Criminal Minds (Episode 5x02 – Die Quelle des Leids)
- 2011: Blackout – Die totale Finsternis (Blackout, Miniserie)
- 2013: Dexter (12 Episoden)
- 2022: The Boys (1 Episode)

### Musikvideos
- 2011: Howlin for You, The Black Keys[1]